# Cluzobra triocellata
Cluzobra triocellata är en tvåvingeart som beskrevs av Dalton de Souza Amorim och Oliveira 2008. Cluzobra triocellata ingår i släktet Cluzobra och familjen svampmyggor. Inga underarter finns listade i Catalogue of Life.